# Jay Leno
James Douglas Muir Leno (New Rochelle, Nueva York, 28 de abril de 1950), conocido como Jay Leno, es un presentador de televisión y humorista satírico estadounidense. Fue el presentador del histórico programa The Tonight Show de la cadena NBC, entre 1992 y 2014, sucediendo en el puesto a Johnny Carson y entregándole el puesto a Jimmy Fallon. Tiene en su haber un Premio Emmy.

## Biografía
Jay Leno nació en New Rochelle, Nueva York. Su madre Catherine, ama de casa, nació en Greenok, Escocia y emigró a los Estados Unidos a los once años. Su padre, Angelo Leno, trabajaba en una compañía de seguros y nació en Nueva York, donde también emigraron sus padres procedentes de Flumeri, Italia. Leno creció en Andover, Massachusetts, y estudió logopedia en el Emerson College, donde se licenció en 1973. Leno tiene un hermano que es excombatiente. Está casado con la filántropa Mavis Leno desde 1980. La pareja decidió no tener hijos.

## Trayectoria
A medida que se hacía mayor, Leno solía decir que sería el sucesor de Johnny Carson, algo que finalmente hizo. Al comienzo de su carrera profesional, Jay Leno realizó anuncios para la conocida marca de aperitivos Doritos. A finales de los 70 se convirtió en el telonero de artistas como Johnny Mathis, Tom Jones o John Denver. En 1992, reemplazó a Johnny Carson como presentador del programa de televisión The Tonight Show, mismo que dejó en mayo de 2009, siendo Conan O´Brien quien ocupara su lugar, sin embargo, volvió a este a principios de 2010, luego de que O'Brien fuera despedido.
Después de 17 años presentando de forma consecutiva el The Tonight Show, el 25 de abril de 2009 no pudo asistir por estar hospitalizado, según su representante, por una causa menor.
El 1 de marzo de 2010, recuperó la conducción de The Tonight Show, debido a la renuncia, por problemas de horario con "The Jay Leno Show" y "The Tonight Show with Conan O'Brien", de O'Brien. Su último "Tonight" fue 6 de febrero de 2014, el cual logró 14,6 millones de televidentes, de esta forma retirándose de la televisión después de 22 años, no así de la comedia stand-up. "The Tonight Show" será ahora conducido por Jimmy Fallon, el cual asumió el 17 de febrero de 2014 bajo el nombre de The Tonight Show Starring Jimmy Fallon.
Leno fue conductor de los Premios Primetime Emmy de 1990. En el año 2000 dejó su huella en el Paseo de la fama de Hollywood. En una entrevista en agosto de 2007 que hizo al periodista de la CNN Anderson Cooper en su programa The Tonight Show, Jay Leno confirmó que es disléxico.
Leno tiene una colección de más de cien automóviles y cien motocicletas. Tiene un sitio web Jay Leno's Garage en el que muestra videos y fotos de sus vehículos. En 2015 emitió ocho capítulos en el canal de televisión CNBC.
Además es columnista en The Sunday Times y Popular Mechanics, en la que comenta sobre temas de automóviles, su colección y consejos de restauración.
Apareció en la película animada Cars como un automóvil Lincoln Town Car con el nombre Jay Limo. Apareció el 2006 en la parte final de la película "El granjero astronauta" protagonizada por Billy Bob Thorton, donde entrevista al protagonista Frank Farmer en su programa de TV.

## Otras Apariciones
Jay Leno ha aparecido en series de televisión varias veces:
| Serie                  | Año  |
| ---------------------- | ---- |
| Friends                | 1994 |
| El Príncipe de Bel-Air | 1996 |
| The Nanny              | 1996 |
| Los Simpsons           | 1998 |
| South Park             | 1998 |
| American Dad           | 2005 |
| Padre de Familia       | 2006 |
| Hannah Montana Forever | 2010 |
| Overhaulin'            | 2012 |
| Los Simpsons           | 2016 |